# Cosmosoma vulnerata
Cosmosoma vulnerata là một loài bướm đêm thuộc phân họ Arctiinae, họ Erebidae.